# Paysandú
Paysandú és una de les ciutats més importants de l'Uruguai. És la capital del departament homònim, amb una població de 84.162 habitants (2004). Ubicada sobre la vora oriental del Riu Uruguai, es troba a 368 km de la capital del país, Montevideo, i és fronterera amb les ciutats argentines de Colón i Concepción del Uruguay. El riu es creua pel gran pont internacional "General Artigas".
És una ciutat industrial i comercial, la qual cosa li imprimeix una intensa activitat en termes relatius al país. Es destaquen dins de la seva producció els teixits de llana, cuirs, cervesa, ciment Pórtland (ANCAP) i cítrics.

## Població
La ciutat té una població aproximada de 85.000 habitants.
| 1963   | 1975   | 1985   | 1996   | 2004    |
| ------ | ------ | ------ | ------ | ------- |
| 56.664 | 68.308 | 76.191 | 84.708 | {{{5}}} |

## Història
Té una rica història, ja que el poblat que li dona origen data dels inicis de la colonització espanyola. La seva denominació deriva del frare o fray (en guaraní: 'pay') Policarpo Sandú, qui va fundar una reducció amb dotze famílies aborígens procedents de les Missions jesuítiques l'any 1772 pràcticament al lloc en el qual es va desenvolupar l'actual ciutat.
Paysandú va ser assetjada pels portuguesos i brasilers en tres oportunitats i és famosa per l'heroica defensa que van fer els seus habitants el 1865, sota el comandament del General Leandro Gómez, en fer front al setge de les tropes del General Venancio Flores i dels seus aliats brasilers.
La resistència i el valor que van presentar els assetjats davant els invasors, malgrat la disparitat de forces, li va merèixer el renom d'"Heroica Paysandú" o l'"Heroica", renom que té el seu origen en estrofes del músic argentí Gabino Ezeiza (1889):
| « | "Heroic Paysandú, jo et saludo germà de la pàtria en la qual vaig néixer els teus versos i les teves glòries ascendents es canten a la meva terra com aquí. Els bards que tenim al Plata, que són a l'Olimp en la seva cançó, dediquen a aquest poble de valents la seva inspiració més gran i sublim, dediquen a aquest poble de valents la seva inspiració més gran i sublim." | » |

Aquesta gesta està registrada, entre d'altres, per la novel·la de Mario Delgado Aparaín: No robarás las botas de los muertos.
L'abril de 1973 la ciutat va ser l'inici del cop d'estat a l'Uruguai liderat per l'Intenent Autoritari (1973 -1981) i Intendent Dictatorial, Walter Belvisi, que va destituir i va ordenar torturar a l'arquitecte Garrasino, electe pel poble i oposat al règim de força, a la caserna militar local. S'atribueix aquesta acció a les lògies maçòniques borbòniques amb suport de serveis secrets europeus que sotscontractaven serveis d'informació amb la CIA nord-americana, en el context de la política del "Pla Còndor" impulsada per l'Administració Nixon, via el seu canceller Henry Kissinger.
Un dels assaigs històrics més representatius que s'han escrit és el titulat Paysandú en escorç històric, d'Aníbal Barrios Pintos.

## Arquitectura
El teatre Florencio Sánchez, que es troba en el centre de la ciutat, va ser inaugurat el 1876. Va ser declarat monument històric nacional pels seus valors arquitectònics i històrics, i allà es va executar per primera vegada la partitura completa de l'Himne Nacional el 12 d'octubre de 1915.

## Fills il·lustres
- Carlos Scanavino, nedador professional.